# Royal Central School of Speech and Drama
La Royal Central School of Speech & Drama, comunemente detta Central, fondata nel 1906 da Elsie Fogerty, è il conservatorio di arte drammatica dell'Università di Londra.

## Storia
La scuola fu fondata nel 1906 da Elsie Fogerty come Central school of speech and drama presso la Royal Albert Hall. Agli inizi la scuola offrì corsi per divenire attori e direttori di scena; nel 1912 i corsi furono equiparati a quelli universitari, il che consentì alla Central di rilasciare titoli equipollenti alla laurea. Nel 1957 la scuola si spostò nel quartiere di Camden. Il complesso era composto da un gruppo di tre edifici associati all'Embassy Theatre. L'affarista inglese John Davis si occupò di finanziare la ristrutturazione.
Nel 1961 l'ente fu intitolato alla Duchessa di Kent ed in seguito, nel 1972, il patronato passò alla principessa Alessandra. La qualifica di "Regio collegio" stabilita dal consiglio della Corona appartenne alla scuola fino al 2005, anno in cui la fu annessa all'Università di Londra. Il titolo Royal fu reintrodotto nel 2012, tuttavia la scuola continua a dipendere dall'università.